# Zornia albiflora
Zornia albiflora är en ärtväxtart som beskrevs av Robert H Mohlenbrock. Zornia albiflora ingår i släktet Zornia och familjen ärtväxter. Inga underarter finns listade i Catalogue of Life.